# Universumhuset

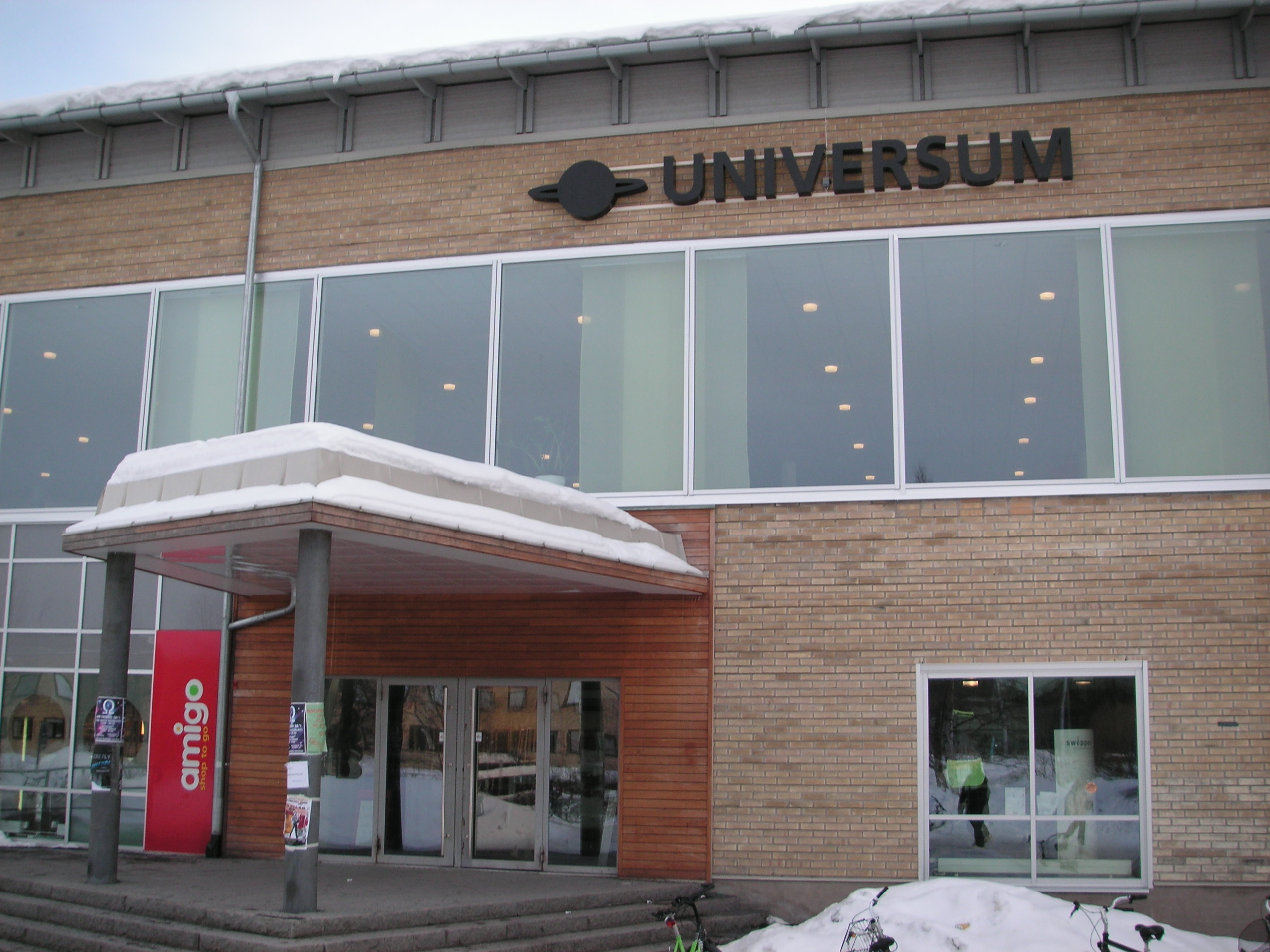
Der Haupteingang

Universumhuset ist ein Gebäude auf dem Campus der Universität Umeå, Schweden, mit dem Auditorium Aula Nordica, den Büros der Studentenvereinigungen, einer Mensa, einer Cafeteria und Arbeitsräumen für Schülergruppen. Das Gebäude ist Eigentum des staatlichen Unternehmens Akademiska Hus.
Die erste Bauphase wurde im Jahr 1970 abgeschlossen. Die Erweiterung der Aula wurde vom Architekturbüro Arkinova Arkitekter entworfen und in den Jahren 1996–1997 erbaut. Im September 2006 wurde das Gebäude nach einer umfangreichen Renovierung wieder eröffnet.